# Robert Fripp
Robert Fripp, angleški kitarist in skladatelj, član skupine King Crimson, * 16. maj 1946, Wimborne Minster, Dorset, Anglija.
Robert Fripp je najbolj poznan kot član glasbene skupine King Crimson. V treh desetljih ustvarjanja se je ukvarjal z različnimi glasbenimi slogi, največ pa s progresivnim rockom. Poročen je z Toyah Willcox.

## Življenje

### Zgodnja kariera
Njegova kariera se je začela leta 1967, ko se je odzval pobudi bas kitarista Petra Gilesa in bobnarja Michalea Gilesa in se pridružil njunemu bendu, nastal je Giles, Giles and Fripp. Čeprav so bili v živo neuspešni, so izdali dva singla in album The Cheerful Insanity of Giles, Giles and Fripp.

### Zgodnji King Crimson
Naslednje leto je skupina razpadla in z bobnarjem Michaelom Gilesom sta ustanovila skupino King Crimson, katere člani so bili še Greg Lake, Peter Sinfield in Ian McDonald. Svoj prvi album, In the Court of the Crimson King, so izdali leta 1969. V naslednjih letih je skupina večkrat razpadla in bila spet ustanovljena, njen edini stalni član je tako ostal samo Robert Fripp.

### Stranski projekti
V časih, ko je bila King Crimson manj aktivna, je Fripp sodeloval pri številnih stranskihj projektih. Sodeloval je s Keithom Tippettom (in ostalimi, ki so sodelovali pri albumih King Crimson) na področjih, ki niso bila povezana z rock glasbo, nastala sta Septober Energy (1971) in Ovary Lodge (1973). V tem času je sodeloval tudi z Van Der Graaf Generator. Skupaj z Brianom Eno sta posnela albuma No Pussyfooting (1972) in Evening Star (1974), na katerih sta eksperimentirala z novimi glasbenimi tehnikami. Najbolj znana med njimi je »presnemavanje traku«, ki pride do izraza v Frippovih kasnejših delih, zvoki pa so postali znani kot »Frippertronics«.
V poznih sedemdesetih se je Fripp oddaljil od glasbe, zanimati se je začel za študije Gurdjieffa in J. G. Bennetta, kar je bilo pomembno pri njegovem nadalnjem delu pri Guitar Craft (»Spretnosti s kitaro«). H glasbi se je vrnil leta 1976, na istoimenskem albumu Petra Gabriela, ki je bil izdan naslednje leto.
Leta 1977, tri leta po zadnjem razpadu skupine King Crimson, sta skupaj z Brianom Eno sodelovala na albumu »Heroes« Davida Bowieja. Nato je sodeloval na drugem albumu Petra Gabriela in na Sacred Songs z Darylom Hallom. V tem času je Fripp začel ustvarjati tudi solo material, h kateremu so prispevali tudi Eno, Gabriel, Hall, poleg teh pa še Peter Hammill, Jerry Marotta, Phil Collins, Tony Levin in Terre Roche. Tako je nastal njegov prvi album Exposure, izdan leta 1979. Medtem ko je živel v New Yorku je sodeloval pri albumih in koncertih Blondie in Talking Heads ter na prvem albumu skupine The Roches.
Frippovemu sodelovanju z Bustrom Jonesom, Paulom Duskinom in Davidom Bryneom je naslednje leto sledil album God Save the Queen/Under Heavy Manners. Istočasno je ustanovil skupino League of Gentlemen, katere člani so bili še Sara Lee, Barry Andrews in Johnny Toobad, ki pa ni obstajala dolgo.

### Spet King Crimson
Leta 1981 se je skupina King Crimson zopet združila, skupaj z Adrianom Belewom, Billom Brufordom in Tonyjem Levinom. Skupina se je sprva imenovala »Discipline«, toda Frippu se je zdelo staro ime King Crimson bolj primerno, saj si je pod tem imenom predstavljal način ustvarjanja in nova bend mu je ustrezal. Po treh albumih je skupina razpadla leta 1984, kmalu zatem pa še League of Gentlemen.
V tem času je Fripp sodeloval s svojim starim prijateljem Andyjem Summersom, člana skupine the Police.

### Guitar Craft
Leta 1984 je bilo Frippu ponujeno mesto učitelja na American Society for Continuous Education (ASCE) v Zahodni Virginiji. Z ASCE je sodeloval že od leta 1978, že nekaj časa je imel idejo o učenju kitare. Njegov tečaj, t. i. Guitar Craft (ang. Spretnosti s kitaro), se je začel leta 1985 in kot rezultat le-tega je bila skupina »The League of Crafty Guitarists«, ki je izdala nekaj albumov. Leta 1986 je skupaj s svojo ženo Toyah Willcox izdal dva albuma. Člani skupine California Guitar Trio so bivši člani The League of Crafty Guitarists; nekateri člani Gitbox Rebellion so bivši tečajniki Guitar Craft.

### Soundscapes
Fripp se je ponovno spustil v solo kariero leta 1994, začel je z digitalizirano verzijo Frippertronics tehnike. Izdal je več albumov, ki jih je imenoval »Soundscapes«, med njimi 1999, Radiophonics, A Blessing of Tears, That Which Passes, November Suite in The Gates of Paradise (poznejši album Pie Jesu je kompilacija albumov A Blessing of Tears in The Gates of Paradise).

### Sylvian / Fripp
Rezultat Frippovega sodelovanja z Davidom Sylvianom je nekaj najverjetnejših kitarstičnih izdelkov. Fripp je prispeval k Sylvianovi dvajsetminutni skladbi »Steel Cathedrals« na albumu Alchemy - An Index Of Possibilities iz leta 1985. Sodeloval je tudi pri naslednjem albumu Gone To Earth (1986). Fripp je 1991. Sylviana tudi povabil k sodelovanju s King Crimson, vendar je ta odklonil. Julija 1993 sta skupaj izdala The First Day. Trey Gunn, ki je tudi sodeloval pri albumu, je kasneje postal član King Crimson, bobnar Jerry Marotta pa se je temu le približal, saj ga je na turneji zamenjal Pat Mastelotto. 1994. sta izdala še Damage, posnetega v živo in Redemption - Approaching Silence, zapolnjenega z ambientalno glasbo Sylviana (Approaching Silence) in Frippovo (Redemption).

### Vrnitev King Crimson
Leta 1994 je Fripp obudil zasedbo King Crimson iz leta 1981, in dodal Treya Gunna in bobnarja Pata Mastellotto, zaradi česar so postali znani kot »dvojni trio«. Naslednje leto so izdali album Thrak.
V letih od 1997 do 1999 se je skupina razdelila v štiri podskupine, znane kot ProjeKcts.
Novi sestav skupine King Crimson (Fripp, Adrian Belew, Trey Gunn, Pat Mastelotto) je leta 2000 izdal The ConstruKction of Light, 2003 pa The Power to Believe following. Od takrat se je zasedba spet spremenila, in sicer je Gunna zamenjal Tony Levin.

### Sedanje delo
Leta 2004 je Fripp sodeloval na turneji kitarskega tria G3 z Joem Satrianijem in Stevom Vaiom.
21. oktobra 2005 je pri Microsoftu posnel zvoke za operacijski sistem Windows Vista.

## Diskografija
- The Cheerful Insanity of Giles, Giles, and Fripp (1968)
- No Pussyfooting (z Brianom Eno) (1973)
- Evening Star (z Brianom Eno) (1975)
- Exposure (1979)
- God Save the Queen/Under Heavy Manners (1981)
- The League of Gentlemen (z League of Gentlemen) (1981)
- Let the Power Fall: An Album of Frippertronics (1981)
- I Advance Masked (z Andyjem Summersom) (1982)
- Bewitched (z Andyjem Summersom) (1984)
- Network (1985)
- God Save the King (z League of Gentlemen) (1985)
- The League of Crafty Guitarists Live! (1986)
- The Lady or the Tiger (s Toyah Willcox) (1986)
- Intergalactic Boogie Express (z »The League Of Crafty Guitarists«) (1998)
- The First Day (z Davidom Sylvianom) (1993)
- Darshan (z Davidom Sylvianom) (1993)
- Kings (z Davidom Sylvianom) (1993)
- The Bridge Between (s California Guitar Trio) (1994)
- 1999 Soundscapes: Live in Argentina (1994)
- Damage (z Davidom Sylvianom) (1994)
- Redemption-Approaching Silence (z Davidom Sylvianom) (1994)
- FFWD (z The Orb) (1994)
- Intergalactic Boogie Express: Live in Europe... (1995)
- A Blessing of Tears: 1995 Soundscapes, Vol. 2 (posneto v živo) (1995)
- Radiophonics: 1995 Soundscapes, Vol. 1 (posneto v živo) (1995)
- That Which Passes: 1995 Soundscapes, Vol. 3 (posneto v živo) (1996)
- Thrang Thrang Gozinbulx  (z League of Gentlemen)  (1996)
- November Suite: 1996 Soundscapes - Live at Green Park Station (1997)
- Pie Jesu (1997)
- The Gates of Paradise (1998)
- Lightness: for the Marble Palace (1998)
- The Repercussions of Angelic Behavior (z Billom Rieflinom in Treyem Gunnom) (1999)
- The Equatorial Stars (z Brianom Eno) (2004)
- Love Cannot Bear (Soundscapes - Live In The USA) (2005)

Glej tudi diskografijo King Crimson.